# فرودگاه پورت نلسون
فرودگاه پورت نلسون (به انگلیسی: Port Nelson Airport) (به زبان بومی: New Port Nelson Airport) یک فرودگاه همگانی با کد یاتا RCY است که یک باند فرود آسفالت دارد و طول باند آن ۱۳۷۲ متر است. این فرودگاه در کشور باهاما قرار دارد .